# بوسیروس-اری
بوسیروس-اری (انگلیسی: Bucyrus-Erie) شرکت ماشین‌آلات صنعتی آمریکایی است، که در سال ۱۸۸۰ تأسیس شد و هم‌اکنون زیرمجموعه‌ای از شرکت کاترپیلار می‌باشد.